# 马士修
马士修（1903年8月19日—1984年），直隶高阳人，光学专家，是中国军用光学专业的奠基人、电子光学与夜视技术专业的开创者。
马士修早年就读于保定中学，后前往法国勤工俭学，1927年考入刚城大学（Université de Caen）电机学院，先后获硕士、博士学位，并成为法国物理学会终身会员。1934年前往巴黎庞加莱学院从事理论物理的研究工作。1935年回国，任中法大学物理系教授、系主任。抗日战争爆发后中法大学迁往昆明，马士修则留在北平护理校产。抗战结束、中法大学复校后，继续出任物理系主任。
中华人民共和国成立后，先后任教于华北大学工学院、北京工业学院。1953年他指导创办了中国首个军用光学仪器专业。1958年加入中国共产党。1960年创办北京工业学院光学仪器系并出任系主任。同时他还创立了中国最早的夜视技术专业。1984年去世，享年81岁。